# Kamera na armaturni plošči
Kamera na armaturni plošči, avtomobilski DVR, snemalnik vožnje ali snemalnik podatkov o dogodkih - vgrajena kamera, ki nenehno beleži pogled skozi sprednje vetrobransko steklo. Lahko pa je pozicionirana tudi na zadnjem ali drugih vetrobranskih steklih. Vsebuje kamero za snemanje notranjosti avtomobila v 360 stopinjah, običajno v obliki kroglice in lahko, z uporabo omrežja 4G, samodejno pošilja slike in videe.
EDRji in nekateri dashcami (kamera na armaturni plošči) lahko beležijo pospešek, hitrost, volanski kot, GPS podatke, itd. 
Širokokotna kamera (170 stopinj in več) je lahko pritrjena na notranjem vetrobranskem steklu, vzvratnem vetrobranskem steklu ali na vrh armaturne plošče. Zadnja kamera v oknu ali ma ohišju registrske tablice, ter z RCA video izhodom vezana na prikazovalnik zaslona.
Ločljivost določa splošno kakovost posnetka. Full HD ali 1080p (1920*1080) je standard za Dash HD cams. Ločljivosti za sprednjo kamero so lahko 1080p, 1296p, 1440p ali več, za zadnjo pa 720p. V primeru prometne nesreče nam dashcam lahko služi kot videodokaz. Če je zaznan vandalizem, lahko dashcam s svojimi 360 stopinjskimi kamerami lastniku pošlje video dokaz preko omrežja 4G - tudi, če gre za vandalizem na parkiriščih.